# 오가리 가노농악
오가리 가노농악은 대한민국 경기도 포천시 창수면 오가리에서 행해지는 농악이다. 2012년 9월 10일 포천시의 향토유적 제50호로 지정되었다.

## 개요
포천 오가리 가노 농악은 창수면 오가2리에서 마을의 풍년과 평안을 기원하며 약 300여 년부터 전승되어 온 농악 놀이이다. 농악이란 말은 농민들이 농사를 지을 때 행하는 음악이란 뜻이다. 김매기·모심기 등 힘든 농사일을 할 때 일의 능률을 올리고 피로를 덜며, 나아가서는 협동심을 불러일으키려는 데에서 비롯하였다.